# Josep Maria Azorín i Ortiz
Josep Maria Azorín i Ortiz (Barcelona, 28 de març de 1920 - 1996) fou un advocat i polític català, diputat al Parlament de Catalunya.

## Biografia
Doctorat en dret a la Universitat de Barcelona i treballà com a oficial lletrat a la Fiscalia de Taxes i jutge de
districte substitut de Falset. De 1952 a 1954 i en 1965 fou directiu del Futbol Club Barcelona. Entre 1972 i 1973 fou governador civil de la província de Palència.
Ha estat gerent de les empreses HIDOAR SA i de Construccions Segures, SA. Ha estat membre del Col·legi d'Advocats de Barcelona, de l'Ateneu Barcelonès, del Cercle del Liceu, de l'Institut de Qüestions Internacionals, del Club Conservador i del Club Prisma, vocal de la Fira de Mostres de Barcelona i de l'Institut Català de Cultura Iberoamericana, i president del Patronat de Tierra de Campos. També ha col·laborat a El Noticiero Universal, La Vanguardia i El Periódico.
Durant la transició espanyola va ser membre del comitè executiu provincial de Barcelona d'Alianza Popular i vocal de la Comissió Mixta de Transferències Estat-Generalitat. El 1987 va substituir Joan Josep Folchi i Bonafonte, elegit diputat a les eleccions al Parlament de Catalunya de 1984. Fou membre, entre d'altres, de la Comissió d'Investigació sobre els Jocs Gestionats per l'Entitat Autònoma de Jocs i Apostes.

## Obres
- Democracia orgánica